# Vitos Rheingau

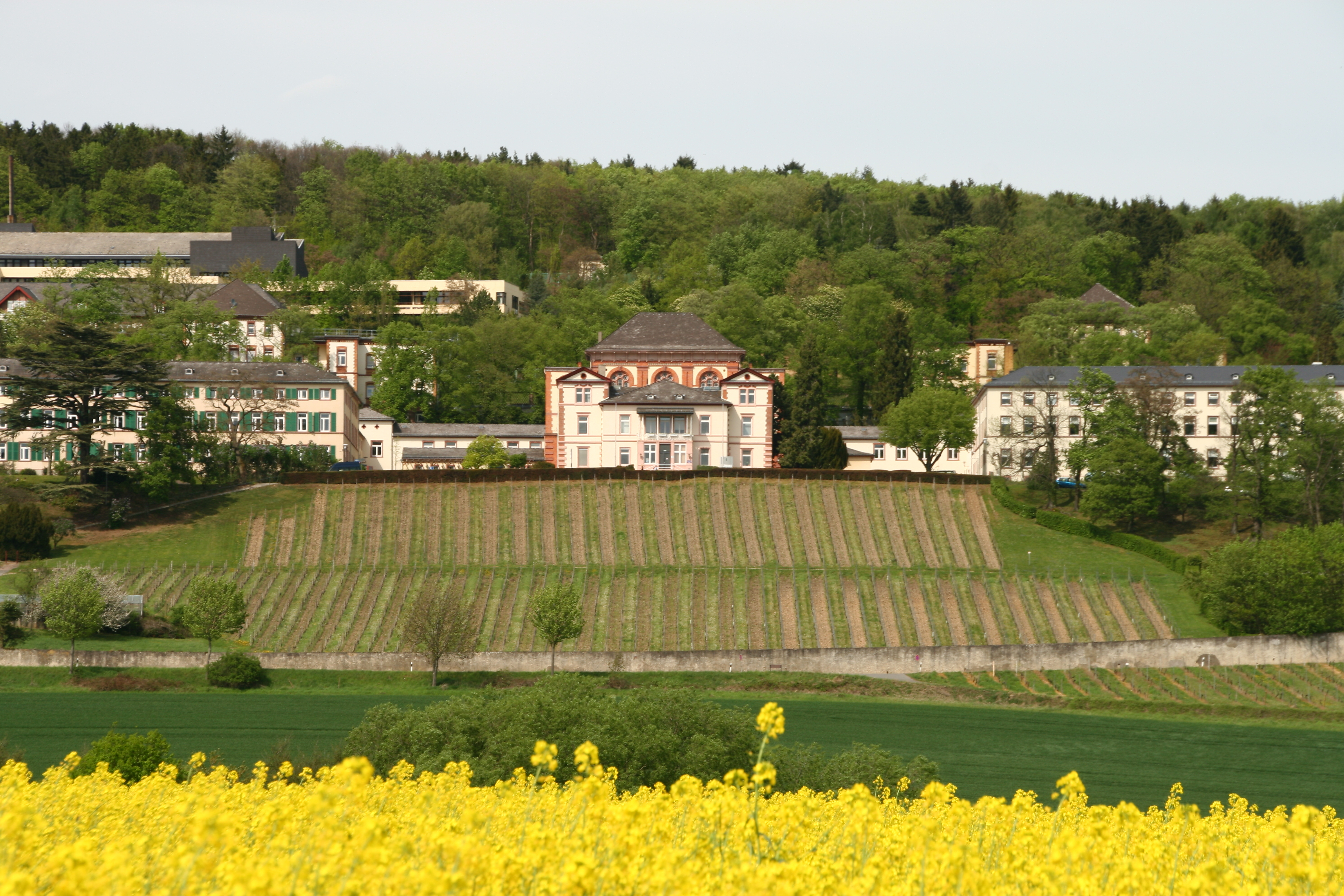
Klinik Eichberg bei Eltville

Vitos Rheingau (früher Zentrum für Soziale Psychiatrie Rheinblick oder Heilanstalt Eichberg) ist eine Einrichtung des Landeswohlfahrtsverbandes Hessen in Eltville am Rhein, die auf eine 1815 im Kloster Eberbach eröffnete „Irrenanstalt“ zurückgeht. Das Unternehmen ist Teil der zunächst unter dem Namen LWV-Gesundheitsmanagement GmbH am 1. Januar 2008 gegründeten Holding Vitos GmbH.

## Geschichte

### Anfänge als „Irrenhaus“
Die Gründung des „Irrenhauses Eberbach“ im Jahr 1815 ging auf ein Edikt des Herzogtums Nassau zurück, worin ein Teil des Klosters Eberbachs für diese Zwecke zur Verfügung gestellt werden sollte. Am 16. August 1815 wurde die Einrichtung mit vier Geisteskranken eröffnet.
Die Nähe zum „Korrektionshaus“, einer Art „Besserungsanstalt“ für sozial deviante Menschen, war allerdings noch Ausdruck eines auf die „Abweichung“ der Betroffenen abzielenden Grundverständnisses. Dennoch entwickelte sich allmählich eine Art Krankheitsverständnis, das sich etwa in dem damals eingerichteten Hilfsverein für die Versorgung entlassener psychisch Kranker ausdrückt, welcher in der Region von insgesamt über 1200 zahlenden Mitgliedern unterstützt wurde und die Betroffenen bei der Reintegration in die Gesellschaft (Arbeit, Wohnung etc.) unterstützte.
Schon bald wurden die Räumlichkeiten zu klein. Daraufhin erfolgte die Planung einer eigens auf die damals propagierten Bedürfnisse einer Heilanstalt ausgerichteten Anlage. Historischen Berichten ist zu entnehmen, dass die errichteten Gebäude zu den schönsten Anstalten Deutschlands gezählt wurden. Entgegen manchen anderen Einrichtungen für psychisch Kranke, wurde die Klinik an einer weithin sichtbaren Stelle errichtet. Damit wurde der Eindruck vermieden, man wolle die Kranken nur verstecken.
Am 18. Oktober 1849 konnte die neue herzoglich nassauische Heil- und Pflegeanstalt auf einem Gelände südöstlich des Klosters die „Landes-Heil- und Pflegeanstalt Eichberg“ eröffnet werden. Architekt war Baurat Eduard Zais. 160 Patienten siedelten in die neuen Gebäude um.
Die Auswahl des ersten Direktors erfolgte nach einem Auswahlverfahren, in dessen Rahmen die Bewerber neben ihrer wissenschaftlichen Reputation auf eine Reise durch Deutschland geschickt wurden, um sich nach Verbesserungen in der Behandlung psychisch Kranker zu erkundigen und diese in eine wissenschaftliche Erörterung und später in die Behandlung der Patienten einfließen zu lassen. Die Wahl fiel auf den damals 29-jährigen Ludwig Snell. Dieser zeichnete sich neben seinem Ansatz als „Somatiker“ durch frühe sozialpsychiatrische Ansätze aus, deren Umsetzung ihn dann aber erst nach seinem Wechsel in eine Anstalt in Hildesheim über die Grenzen bekannt werden ließen.
Nachdem auch die neuen Gebäude nicht mehr ausreichten, wurde ein Teil der Kranken zwischenzeitlich wieder in den Klostergebäuden untergebracht, bis 1884 weitere Gebäude bezugsfertig waren. Diese stemmten – ebenso wie die Krankenhauskapelle – von dem Architekten Karl Hofmann. Zu dieser Zeit wurde auch der zwischenzeitlich in den Hintergrund getretene Hilfsverein unter der Bezeichnung „Eichberger Hilfsverein für entlassene Geisteskranke“ durch den damaligen Direktor Schroeter wiederbelebt. Nach einigen innerbaulichen Verbesserungen führten Einsparungen im weiteren Verlauf zu einem Abbau der ursprünglich humanitären Ansätze. So priesen sich in Deutschland immer mehr Anstalten damit, wirtschaftlich selbständig zu „überleben“, was in Anbetracht der psychisch und oft auch körperlich angegriffenen Menschen nur durch eine übermäßige Nutzung von deren Arbeitskraft ermöglicht werden konnte.
Gegen Ende des 19. Jahrhunderts setzte der Siegeszug des Sozialdarwinismus ein, dessen Lehre von gutem und schlechtem Erbmaterial letztlich die Grundlage für die dann einsetzende Ermordung tausender psychisch Kranker darstellen sollte. Bis zum Ersten Weltkrieg waren 750 Betten vorhanden, deren Anzahl im Verlauf des Krieges aufgrund der schlechten Ernährungs- und hygienischen Bedingungen um drei Viertel sank. Von 1932 bis 1937 wurde die Bettenzahl bis auf 900 erhöht.

### Tötungen, Krankenmorde in der Zeit des Nationalsozialismus

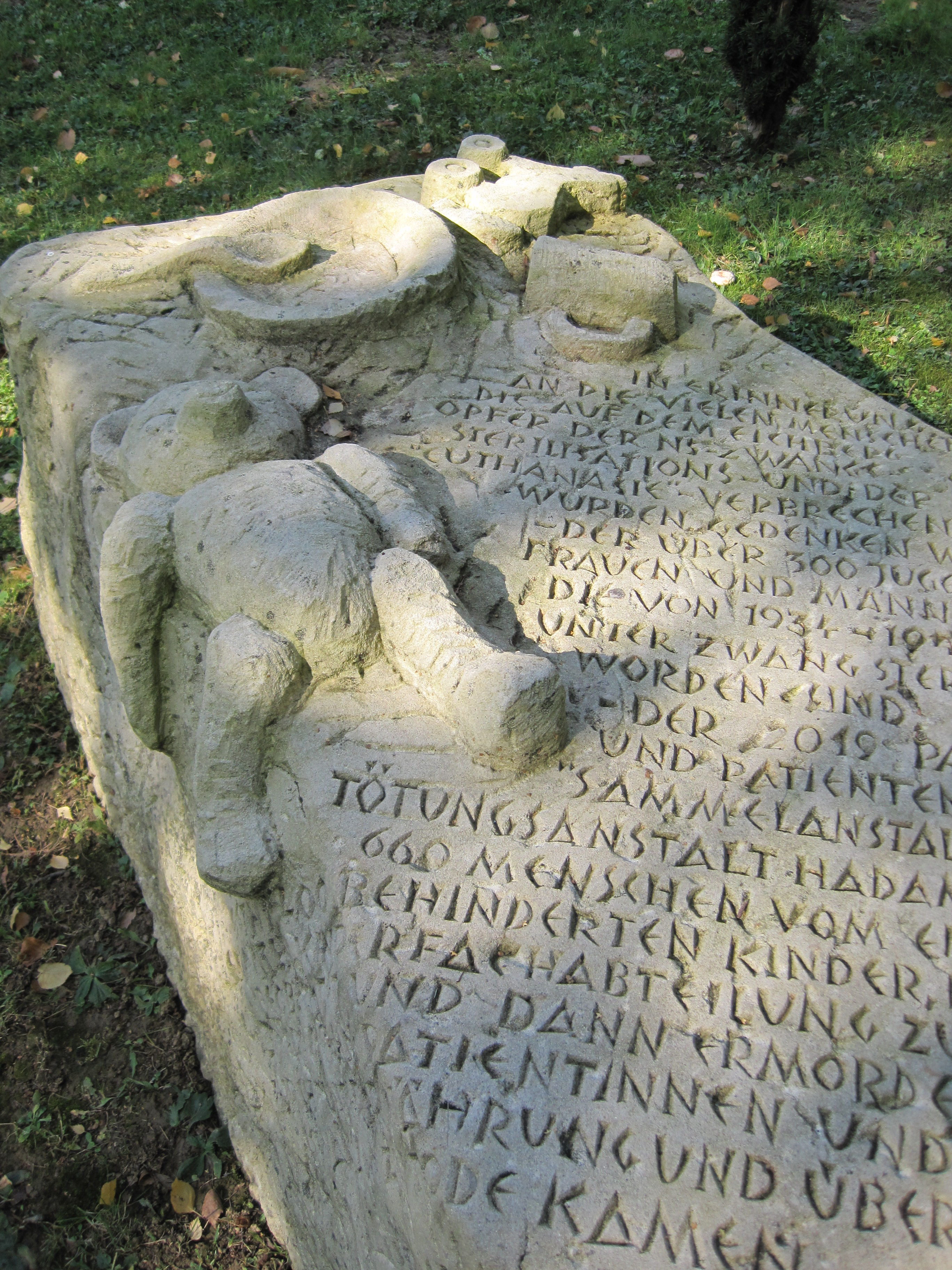
Denkmal von Uwe Kunze aus dem Jahr 1993

Mit dem Aufkommen des Nationalsozialismus spitzten sich die Ideen eines sogenannten Sozialdarwinismus zu. Psychisch Kranke, insbesondere Patienten mit Psychosen aus dem schizophrenen Formenkreis und geistig beeinträchtigte Menschen, wurden als Fälle von „Erbkrankheiten“ im Sinne der einsetzenden NS-Rassenhygiene zu Tausenden zwangssterilisiert und später Opfer der massenhaft begangenen NS-Krankenmorde, die nach 1945 Aktion T4 genannt wurden. Der Eichberg fungierte dabei sowohl als Durchgangsstation zu anderen Tötungsanstalten als auch als Tötungsort.
Bereits im Jahre 1939 ließen die Nationalsozialisten 178 Patienten der Klinik Eichberg zwangssterilisieren. Friedrich Mennecke wurde im Januar 1939 Direktor des Eichbergs. Ab 1941 war die Anstalt, wie auch die Anstalten in Andernach, Herborn, Scheuern, Weilmünster und der Kalmenhof in Idstein, während der Aktion T4 Durchgangsstation für etwa 2.200 Menschen, die in den Gaskammern der Tötungsanstalt Hadamar umgebracht wurden. Dies wurde gemacht, um den Verbleib der abtransportierten Patienten zu verschleiern. Beim „Abtransport“ wurden die Opfer in grauen Bussen der Gemeinnützigen Krankentransportgesellschaft (GeKraT) mit verhängten Scheiben zum Bahnhof in Hattenheim gebracht.
In der für 900 Patienten ausgelegten Anstalt wurden bis zu 1.800 Personen in zum Teil dreigeschossigen Betten untergebracht. Im Zweiten Weltkrieg wurden ab 1941 auch auf dem Eichberg selbst Menschen getötet/ermordet. Allein in der Kinderfachabteilung, die unter der Leitung von Menneckes Stellvertreter Walter Schmidt stand, wurden mindestens 430 Kinder ermordet. Dies geschah teilweise in Zusammenarbeit mit der Universitätspsychiatrie Heidelberg. Ab 1942 bis zur Befreiung Deutschlands 1945 wurden auch Erwachsene getötet. Nach Klinikunterlagen waren dies insgesamt mehr als 3.600 Menschen, darunter 600 eigene Patienten und 2.000 hierher transportierte Personen.

### Gedenkformen
Die Klinik wurde nach dem Ende der Zeit des Nationalsozialismus wieder als psychiatrische Abteilung geführt. Die Geschehnisse wurden jedoch erst viele Jahre später auch vor Ort kritisch reflektiert. Einige der verantwortlichen Mitarbeiter konnten ihren Dienst trotz ihrer Vergangenheit ungestraft fortsetzen.
Erst 1985 wurde ein Kreuz auf dem Anstaltsfriedhof zum Gedenken der Euthanasie-Opfer aufgestellt. Mit einer Gedenktafel an der Kapelle des Friedhofes wurde dann 1988 auch an die ermordeten Kinder gedacht. Ihnen wurde 1993 ein vom Landeswohlfahrtsverband Hessen in Auftrag gegebener Gedenkstein des Steinmetzes Uwe Kunze gewidmet. Dargestellt ist ein Sarkophag, aus dem ein Teddybär, ein Holzpferdchen sowie Kindergeschirr herausragen. Die Inschrift auf dem Sarkophag lautet:
»In Erinnerung an die vielen Menschen, die auf dem Eichberg Opfer der NS-Zwangssterilisation und ›Euthanasie‹-Verbrechen wurden, gedenken wir – der 301 Frauen und Männer, die von 1935 bis 1939 unter Zwang sterilisiert worden sind, – der 2019 Patientinnen und Patienten, die 1940/41 über die ›Sammelanstalt‹ Eichberg in die Tötungsanstalt Hadamar verlegt wurden, darunter 660 Menschen vom Eichberg, – der 476 behinderten Kinder, die von 1941 bis 1945 in einer sogenannten Kinderfachabteilung zu »wissenschaftlichen Zwecken« beobachtet und dann ermordet wurden, – der vielen Patientinnen und Patienten, die von 1942 bis 1945 durch Unterernährung und überdosierte Medikamente gewaltsam zu Tode kamen. Ihr Leben und Tod sind uns Mahnung und Auftrag für Gegenwart und Zukunft«.
Im Rahmen des Projektes Stolpersteine des Künstlers Gunter Demnig wird seit einigen Jahren an vielen Orten an die Opfer der Heilanstalt Eichberg erinnert.

### Nachkriegszeit
Nachdem in der Nachkriegszeit erneut ein Anwachsen der Patientenzahlen zu verzeichnen war, die dann auch teilweise jahrelang dort ihr Leben in Krankensälen fristeten, machte die Psychiatrie-Enquête den Weg in die sozialpsychiatrische Ära frei. Diese nannte die Ungleichbehandlung psychisch Kranker im Vergleich zu körperlich Kranken erstmals beim Namen und brachte entsprechende Gesetze zur Verbesserung der Versorgung psychisch Kranker auf den Weg.
In der Folge konnten die Kliniken mehr Personal einstellen. Allerdings wurden die Möglichkeiten erst in den achtziger Jahren umfassender genutzt. Dann erfolgten jedoch die erforderlichen Umbauten, um die noch üblichen Krankensäle aufzulösen. Die dann aufkommende Enthospitalisierungswelle zeigte, dass viele Auffälligkeiten der Patienten eher durch die jahrelange Internierung in geschlossenen Sälen bedingt waren, als durch die Erkrankung selbst. Die Veränderungen in der Klinik waren allerdings nur durch zunehmende sozialpsychiatrische Angebote in den bis dahin nur schlecht versorgten Regionen flankiert.

## Bereiche

### Vitos Klinik Eichberg
Die Vitos Klinik Eichberg mit 214 stationären Planbetten sowie weiteren 20 Plätzen in der Wiesbadener Tagesklinik und einer Institutsambulanz vor Ort mit Zweigstelle in Wiesbaden übernimmt die stationäre Versorgung für den Rheingau-Taunus-Kreis. Die Patienten werden von 320 Vollzeit-Pflegekräften betreut. Neben der Versorgung der psychisch Kranken auf offenen, psychotherapeutischen und geschlossenen Stationen erfolgt auch eine Suchtkrankenbehandlung mit Entgiftung für Alkohol- und Drogenabhängige. Die Abteilungen arbeiten zusammen mit anderen Anbietern komplementärer regionaler Hilfen inklusive Suchtberatungsstellen und sozialpsychiatrischen Zentren.
Die Pflichtversorgung für die Patienten der Landeshauptstadt Wiesbaden wurde an die Dr. Horst-Schmidt-Kliniken (HSK) in Wiesbaden-Dotzheim abgegeben. Deren psychiatrische Abteilung wurde vergrößert und neugebaut.

### Vitos Kinder- und Jugendklinik für psychische Gesundheit
Die Vitos Kinder- und Jugendklinik für psychische Gesundheit, bis Februar 2021 Klinik Rheinhöhe, wurde 1974 als Klinik für Kinder- und Jugendpsychiatrie, Psychosomatik und Psychotherapie in Betrieb genommen.
Die Klinik hat ein Pflichtversorgungsgebiet für die Landkreise Hochtaunuskreis, Main-Taunus-Kreis und Rheingau-Taunus-Kreis sowie die Stadt Wiesbaden. Sie besteht aus den beiden Standorten Eltville (Kinder ab 12 Jahre) und Idstein (Kinder bis 12 Jahre) sowie Tageskliniken in Bad Homburg, Oberursel, Kelkheim und Wiesbaden und Ambulanzen in Bad Homburg, Eltville, Idstein, Kelkheim und Wiesbaden. Seit März 2022 wird auch die Versorgung des Rhein-Lahn-Kreises (Rheinland-Pfalz) von der Vitos Klinik übernommen; hierzu wurde ein neuer Standort in Katzenelnbogen eröffnet.

### Kulturzentrum Eichberg
Das Kulturzentrum Eichberg, kurz KuZ, wurde 1991 eröffnet. Die Idee des KuZ steht im Zusammenhang mit damals einsetzenden sozialpsychiatrischen Entwicklungen und der Intention von größerer Gemeindenähe, die zumindest für die Patienten aus Stadt Wiesbaden aufgrund der ländlichen Lage nicht gegeben war. Das KuZ sollte dementsprechend im Umkehrschluss Angehörige, Anwohner und die Bevölkerung der Region durch sein offenes Kulturprogramm in die Einrichtung bringen, um so den Kontakt zu einem natürlichen sozialen Umfeld wenigstens innerhalb der Einrichtung zu ermöglichen. Heute arbeitet das KuZ äußerst erfolgreich und erstellt jedes Jahr ein Programm mit eigenem Musik- und Kleinkunstprogramm und kommunalem Kino.
Besondere Erwähnung verdient das über die Grenzen hinaus bekannten Atelier, in dem Psychiatrieerfahrene unter offener, eher technischer als inhaltlicher Anleitung des Künstlers Helmut Mair frei malen und zeichnen können. Die Werke mancher dortigen Künstler wurden bereits überregional präsentiert und publiziert. Für die Arbeit mit den Patienten und das eigene Werk wurde Helmut Mair, der das Atelier seit 1995 leitet, 2005 mit dem Kulturpreis des Rheingau-Taunus-Kreises geehrt. Das Atelier und das KuZ können besucht werden.
Das KuZ Eichberg ist zu einer festen Institution geworden und fest in der Kulturlandschaft des Rheingau verankert. Besucher kommen aus dem ganzen Rhein-Main-Gebiet. Zu den aufgetretenen Künstlern zählen zum Beispiel Badesalz, Mundstuhl, Gaby Köster, Abdelkarim, Rick Kavanian und Joy Fleming.

### Vitos begleitende psychiatrische Dienste
1994 wurde der Enthospitalisierungsbereich in Betrieb genommen. 1997 erfolgte die Umbenennung in Wohn- und Pflegeheim für Menschen mit seelischer Behinderung und seit 2009 fungiert dieser Bereich unter dem Namen Begleitende psychiatrische Dienste. Diese Einrichtung unterhält ein Wohn- und Rehabilitationsangebot für Menschen mit seelischer Behinderung nach SGB XII mit den Standorten Rüdesheim am Rhein, Geisenheim, Eltville und Wiesbaden, ein Wohn- und Rehabilitationsangebot für Menschen mit alkoholbedingten Hirnschädigungen nach SGB XII auf dem Eichberg, sowie ein Wohn- und Rehabilitationsangebot für chronisch mehrfach Abhängige (CMA) nach SGB XII in Wiesbaden-Biebrich. Zudem gibt es tagesstrukturierende Angebote in Form von Tagesstrukturzentren und Ergotherapien.

### Vitos Klinik für forensische Psychiatrie Eltville
Nachdem durch die Schaffung von Außenwohngruppen und der Übernahme der stationären Versorgung für Wiesbaden durch die Dr.-Horst-Schmidt-Kliniken Kapazitäten auf dem Eichberg frei geworden sind, werden diese seit 2001 als Maßregelvollzug genutzt.

### Vitos Klinik für Psychosomatik Eltville
Im Januar 2019 wurde auf dem Gelände des Eichbergs eine Klinik für Psychosomatik eröffnet. Sie umfasst 26 vollstationäre Behandlungsplätze.